# جورج آرثر بلوم
جورج آرثر بلوم هو كاتب سيناريو كندي، ولد في 1945.

## وصلات خارجية
- جورج آرثر بلوم على موقع IMDb (الإنجليزية)
- جورج آرثر بلوم على موقع ألو سيني (الفرنسية)
- جورج آرثر بلوم على موقع أول موفي (الإنجليزية)
- جورج آرثر بلوم على موقع قاعدة بيانات الأفلام السويدية (السويدية)
- جورج آرثر بلوم على موقع قاعدة بيانات الفيلم (الإنجليزية)
- جورج آرثر بلوم على موقع كينوبويسك (الروسية)